# Jastrzębie Zdrój (gromada)
Jastrzębie Zdrój – dawna gromada, czyli najmniejsza jednostka podziału terytorialnego Polskiej Rzeczypospolitej Ludowej w latach 1954–1972.
Gromady, z gromadzkimi radami narodowymi (GRN) jako organami władzy najniższego stopnia na wsi, funkcjonowały od reformy reorganizującej administrację wiejską przeprowadzonej jesienią 1954 do momentu ich zniesienia z dniem 1 stycznia 1973, tym samym wypierając organizację gminną w latach 1954–1972.
Gromadę Jastrzębie Zdrój (pisownia bez łącznika) z siedzibą GRN w Jastrzębiu Zdroju (wówczas wsi; obecna pisownia Jastrzębie-Zdrój) utworzono – jako jedną z 8759 gromad na obszarze Polski – w powiecie rybnickim w woj. stalinogrodzkim, na mocy uchwały nr 22/54 WRN w Stalinogrodzie z dnia 5 października 1954. W skład jednostki weszły obszary dotychczasowych gromad Jastrzębie Dolne i Jastrzębie Zdrój oraz niektóre parcele z kart 5, 7 i 9 obrębu Moszczenica z dotychczasowej gromady Moszczenica ze zniesionej gminy Jastrzębie Zdrój, a także niektóre parcele z karty 2 obrębu Mszana Dolna z dotychczasowej gromady Mszana ze zniesionej gminy Połomia, w tymże powiecie.
13 listopada 1954 (z mocą obowiązująca wstecz od 1 października 1954) gromada weszła w skład nowo utworzonego powiatu wodzisławskiego w tymże województwie, gdzie ustalono dla niej 21 członków gromadzkiej rady narodowej.
1 stycznia 1956 gromadę Jastrzębie Zdrój zniesiono w związku z nadaniem jej statusu osiedla
30 czerwca 1963 osiedle Jastrzębie-Zdrój (pisownia z łącznikiem) otrzymało prawa miejskie.